# Dimitri Lambrecht
Dimitri Lambrecht (Brasschaat, 12 marzo 1970) è un ex cestista belga.

## Carriera
Con il Belgio ha disputato i Campionati europei del 1993.

## Palmarès
- Campionato belga: 4

Raching Mechelen: 1991-92, 1992-93, 1993-94
Ostenda: 1994-95
- Coppa del Belgio: 2

Raching Mechelen: 1993, 1994